# Лещенко, Пётр Константинович
Пётр Константи́нович Ле́щенко (рум. Petre Leșcenco, 2 [14] июня 1898 — 16 июля 1954; псевдоним — Мартинович) — русский эстрадный певец, исполнитель народных и характерных танцев, ресторатор.

## Биография

### Рождение, учёба, участие вПервой мировой войне(1898—1918)
Пётр Лещенко родился 2 (14) июня 1898 года в селе Исаево, ныне — Березовского района Одесской области Украины.
Мать родила его вне брака. В метрической книге районного архива есть запись: «Лещенкова Мария Калиновна, дочь отставного солдата родила сына Петра 02.06.1898». Крещён Пётр был 03.07.1898, в дальнейшем в документах Петра Лещенко фигурировала именно дата крещения — 3 июля 1898 года. В графе «отец» запись: «незаконнорождённый». Крёстные: дворянин Александр Иванович Кривошеев и дворянка Катерина Яковлевна Орлова.
По воспоминаниям вдовы Петра Лещенко — Веры Лещенко, мама Петра обладала абсолютным музыкальным слухом, знала много народных песен и хорошо пела, что оказало соответствующее влияние на формирование личности Петра, который с раннего детства также обнаружил незаурядные музыкальные способности. Семья матери вместе с 9-месячным Петром переехала в Кишинёв, где примерно спустя девять лет мать вышла замуж за зубного техника Алексея Васильевича Алфимова.
Пётр Лещенко свободно владел русским, украинским, румынским, французским и немецким языками.
Из допроса Петра Лещенко как свидетеля по делу Веры Лещенко, обвиняемой в измене родине (по материалам дела, ксерокопии допроса из личного архива Веры Лещенко):

В возрасте 9 месяцев с матерью вместе, а также с её родителями, переехали на жительство в город Кишинёв. До 1906 года я рос и воспитывался дома, а затем, как имевший способности по танцам и музыке, был взят в солдатский церковный хор. Регент этого хора Коган позднее определил меня в 7-е народное приходское училище в Кишинёве. Одновременно с этим регент архиерейского хора Березовский, обратив на меня внимание, определил в хор. Таким образом, к 1915 году я получил общее и музыкальное образование. В 1915 году ввиду перемены голоса я в хоре участвовать не мог и остался без средств, поэтому решил пойти на фронт. Устроился вольноопределяющимся в 7-й Донской казачий полк и служил там до ноября 1916 года. Оттуда я был направлен в пехотную школу прапорщиков в город Киев, которую окончил в марте 1917 года, и мне было присвоено звание прапорщика. После окончания упомянутой школы через 40-й запасной пехотный полк в Одессе был отправлен на румынский фронт и зачислен в 55-й пехотный Подольский полк 14-й пехотной дивизии на должность командира взвода. В августе 1917 года на территории Румынии был тяжело ранен и контужен — и отправлен в госпиталь, сначала в полевой, а затем в город Кишинёв.
Революционные события октября 1917 года застали меня в этом же госпитале. Ещё и после революции я продолжал находиться на излечении до января 1918 года, то есть до момента захвата румынскими войсками Бессарабии.

Позже в семье Марии Константиновны и Алексея Васильевича родились две сестры Петра (Валентина, 1917 г.р. и Катерина, 1920 г.р.).
В 1918 году Бессарабия вошла в состав Румынии, и Пётр Лещенко оказался румынским подданным.

### Кишинёв, Париж, женитьба (1918—1926)
После выхода из госпиталя жил у своих родственников. До 1919 года Лещенко работал токарем у одного частника, затем служил псаломщиком в церкви при Ольгинском приюте, подрегентом церковного хора в Чуфлинской и кладбищенской церквях. Кроме того, участвовал в вокальном квартете и пел в Кишинёвской опере, директором которой была некая Белоусова.
С осени 1919 года в составе танцевальной группы «Елизаров» (Данила Зельцер, Товбис, Антонина Кангизер) четыре месяца выступал в Бухаресте в театре «Алягамбра», затем с ними же весь 1920 год — в кинотеатрах Бухареста.
До 1925 года как танцор и певец в составе различных артистических групп гастролирует по Румынии. В 1925 году с Николаем Трифанидисом уезжает в Париж, где встречается с Антониной Кангизер. С нею, её 9-летним братом и матерью, с Трифанидисом в течение трёх месяцев выступает в парижских кинотеатрах. Лещенко выступал с гитарным дуэтом в балалаечном ансамбле «Гусляр» с номером, в котором он играл на балалайке, а затем, переодевшись в кавказский костюм, выходил на сцену «арабскими шагами» с кинжалами в зубах, танцуя вприсядку и сопровождая всё это метанием кинжалов в пол. Номер имел успех у публики:168.
Желая усовершенствовать технику танца, Лещенко поступил в балетную школу Трефиловой, которая считалась одной из лучших во Франции. В школе он познакомился с артисткой Жени (Зинаида) Закитт из Риги, латышкой. Пётр и Зинаида разучили несколько танцевальных номеров и стали выступать дуэтом в парижских ресторанах, с большим успехом. Вскоре танцевальный дуэт стал супружеской парой:168.
В феврале 1926 года в Париже Лещенко случайно встретил знакомого по Бухаресту Якова Вороновского. Тот собирался уезжать в Швецию — и предложил Лещенко своё место танцора в ресторане «Норманди». До конца апреля 1926 года Лещенко выступал в этом ресторане.

### Гастроли. Издание пластинок. Первый успех (1926—1933)
Поляки-музыканты, ранее работавшие в ресторане в Черновцах и имевшие контракт с турецким театром в городе Адане, приглашают Петра Лещенко и Закитт поехать с ними на гастроли. С мая 1926 до августа 1928 года семейный дуэт совершил гастрольную поездку по странам Европы и Ближнего Востока — Константинополь, Адана, Смирна (здесь Лещенко в июле 1926 года оформил брак с Закитт), Бейрут, Дамаск, Алеппо, Афины, Салоники.
В 1928 году супруги Лещенко возвращаются в Румынию, поступают в Бухарестский театр «Театрул Ностру». Затем они выезжают в Ригу, по случаю смерти отца жены. В Риге пробыли две недели и перебрались в Черновцы, где три месяца отработали при ресторане «Ольгабер». Затем — переезд в Кишинёв. Вплоть до зимы 1929 года супруги Лещенко выступают в ресторане «Лондонский», в Летнем театре и кинотеатрах. Потом — Рига, где до декабря 1930 года Пётр Лещенко работал один в кафе «A.T.». Лишь на месяц уезжал по приглашению танцоров Смальцовых в Белград.
Когда Зинаида забеременела, их танцевальный дуэт распался. В поисках альтернативного способа зарабатывания денег, Лещенко обратился к своим вокальным способностям:170. В январе 1931 года у Петра и Жени родился сын — Игорь (Икки) Лещенко (Игорь Петрович Лещенко (1931—1978 гг.), сын Петра Лещенко от первого брака, балетмейстер Театра оперы и балета в Бухаресте).
Театральный агент Дуганов устроил Лещенко на месяц выезд на концерты в Лиепаю. В это же время Лещенко заключает контракт с летним рестораном «Юрмала». Всё лето 1931 года проводит с семьёй в Лиепае. По возвращении в Ригу вновь работает в кафе «A.T.». В это время состоялось знакомство певца с композитором Оскаром Строком — создателем танго, романсов, фокстротов и песен. Лещенко исполнил и записал песни композитора: «Чёрные глаза», «Синяя рапсодия», «Скажите, почему» и другие танго и романсы. Работал и с другими композиторами, в частности с Марком Марьяновским — автором «Татьяна», «Миранда», «Настя-ягодка».
Хозяин нотного магазина в Риге, по фамилии Юно́ша, осенью 1931 года предложил Лещенко на десять дней поехать в Берлин для записи песен на фирме «Parlophon». Лещенко заключает также контракт с румынским филиалом английской фирмы звукозаписи «Columbia» (записано около 80 песен). Пластинки певца издают фирмы «Parlophone Records» (Германия), «Electrecord» (Румыния), «Bellaccord» (Латвия).
С весны 1932 года вновь работает вместе с Закитт в Черновцах, в Кишинёве. В 1933 году Лещенко с семьёй решил обосноваться на постоянное жительство в Бухаресте и поступил на работу в павильон «Рус». Кроме того — турне по Бессарабии, поездка в Вену для записи на фирме «Columbia». В 1935 году с Кавурой и Геруцким на улице Каля Виктория, дом 2, он открывает ресторан «Лещенко», который просуществовал до 1942 года. Лещенко в своём ресторане выступает с ансамблем «Трио Лещенко» (супруга певца и его младшие сёстры — Валя и Катя).
В 1935 году Лещенко дважды выезжает в Лондон: выступает по радио, записывается на студии звукозаписи и по приглашению известного импресарио Гольта, Лещенко даёт два концерта. В 1937 и 1938 годах на летний сезон с семьёй выезжал в Ригу. Всё остальное время до начала войны проводит в Бухаресте, выступая в ресторане.

### Участие воВторой мировой войне, второй брак (1941—1945)
В октябре 1941 года Лещенко получил извещение из 16-го пехотного полка румынской армии, к которому был приписан как офицер-резервист в звании сублокотенента (младшего лейтенанта). Но Лещенко под разными предлогами старается уклониться от службы и продолжает концертную деятельность. Лишь по третьему вызову Лещенко прибыл в полк в Фэлтичени. Здесь его судили офицерским судом, предупредили, что надо являться по вызовам, и отпустили.

#### Гастроли в оккупированной Одессе в 1942 году
В декабре 1941 года (после оккупации Одессы румынскими и немецкими войсками) Лещенко получил приглашение от директора Одесского оперного театра Селявина с просьбой прибыть в Одессу и дать несколько концертов. Он ответил отказом по причине возможного повторного вызова в полк. В январе 1942 года Селявин сообщил, что дата концертов перенесена на неопределённый срок, но, тем не менее, все билеты проданы. В марте 1942 года Лещенко получил разрешение культурно-просветительского отдела оккупационной администрации губернаторства Транснистрия за подписью Руссу на въезд в Одессу.
Он выехал в оккупированную румынскими войсками Одессу 19 мая 1942 года. В Одессе он остановился в гостинице «Бристоль», а 5, 7 и 9 июня Лещенко провёл свои сольные концерты.
На одной из своих репетиций он знакомится с девятнадцатилетней Верой Белоусовой, студенткой Одесской консерватории, музыкантом, певицей. Делает Белоусовой предложение и уезжает в Бухарест, чтобы оформить развод с Закитт. Скандалы, разборки с бывшей женой завершились получением очередных извещений из 16-го пехотного полка. Лещенко удалось добиться получения документа о мобилизации для работы на месте, и таким образом временно избежать отправки в действующую румынскую армию. Но в феврале 1943 года он получил распоряжение сдать этот документ и немедленно явиться в 16-й пехотный полк для прохождения воинской службы.
Знакомый гарнизонный врач предложил Петру Лещенко лечение в военном госпитале. Десять дней не решили проблемы: приходит новое извещение явиться в полк. Лещенко решается на удаление аппендикса, хотя в этом не было необходимости. После операции и 25 дней положенного отпуска на службу он не явился. Лещенко удаётся устроиться в военную артистическую группу 6-й дивизии. До июня 1943 года он выступает в румынских воинских частях.
В книге упоминается некто Михаил Иванович Друзюк, приятель Петра Лещенко, который был арестован Советскими органами при освобождении Одессы в 1944-м году по подозрению в сотрудничестве с румынской сигуранцей в годы войны.

#### Служба в Крыму в 1943—1944 годах
В октябре 1943 года новое распоряжение от румынского командования: отправить Лещенко на фронт в Крым, в действующую армию. В Крыму до середины марта 1944 года он в чине майора служит при штабе, а потом заведует офицерской столовой. Затем он получает отпуск, но вместо Бухареста приезжает в Одессу и узнаёт, что семью Белоусовых скоро должны отправить в Германию. Пётр Лещенко увозит свою будущую жену, её мать и двух братьев в Бухарест.
В мае 1944 года Лещенко зарегистрировал свой брак с Верой Белоусовой.
С сентября 1944, после входа в Бухарест Красной армии и объявления Румынией войны гитлеровской Германии, Лещенко давал концерты в госпиталях, воинских гарнизонах, офицерских клубах для советских солдат. С ним выступала и его жена Вера Лещенко.

### В социалистической Румынии после войны (1945—1954)
С лета 1948 года супруги выступают в кафе и кинотеатрах в Бухаресте. Позже устраиваются на работу в созданный Театр эстрады.

#### Арест, тюрьма и смерть (1951—1954)
Лещенко выясняет возможность возвращения на родину в Советский Союз, обращается в официальные органы, пишет письма Сталину и Калинину.
26 марта 1951 года Лещенко был арестован органами госбезопасности социалистической Румынии, в антракте после первого отделения концерта в городе Брашове.
Из румынских источников: Пётр Лещенко находился в Жилаве с марта 1951 года, потом в июле 1952 года был переведён в распределитель в Капул Мидиа, оттуда 29 августа 1953 года в Борджешть. С 21 или 25 мая 1954 года переведён в тюремную больницу Тыргу-Окна. Ему была сделана операция по поводу открывшейся язвы желудка.
Существует протокол допроса Петра Лещенко, из которого ясно, что в июле 1952 года Пётр Лещенко был перевезён в Констанцу (недалеко от Капул Мидиа) и допрошен как свидетель по делу Веры Белоусовой-Лещенко, которая обвинялась в измене Родине. Согласно воспоминаниям Веры Белоусовой-Лещенко (прозвучавшим в документальной киноленте «Фильм памяти. Пётр Лещенко»), ей разрешили всего лишь одно свидание с мужем. Пётр показал жене свои чёрные руки и сказал: «Вера! Я ни в чём, ни в чём не виноват!». Более они не встречались.
П. К. Лещенко умер в румынской тюремной больнице Тыргу-Окна 16 июля 1954 года в возрасте 56 лет. Место его захоронения неизвестно.
В июле 1952 года последовал арест жены Веры Белоусовой-Лещенко. Как гражданка СССР она обвинялась в браке с иностранным подданным, что квалифицировалось, как измена Родине (ст. 58-1 «А» УК РСФСР, уголовное дело № 15641-п). Вера Белоусова-Лещенко 5 августа 1952 была приговорена к смертной казни, которую заменили 25 годами лишения свободы, но в 1954 освобождена: «Заключённую Белоусову-Лещенко освободить со снятием судимости и с выездом в Одессу 12 июля 1954 года», предписание со ссылкой на постановление Пленума Верховного Суда СССР, первая ссылка — о сокращении срока до 5 лет согласно Постановлению Верховного Суда от июня 1954 года, а вторая — «из-под стражи освободить».
Вдове Лещенко удалось получить из Румынии единственную информацию:
LESCENCO, PETRE. ARTIST. ARESTAT. A MURIT ÎN TIMPUL DETENȚIEI, LA PENITENCIARUL TÂRGU OCNA.
(ЛЕЩЕНКО, ПЁТР. АРТИСТ. ЗАКЛЮЧЁННЫЙ. УМЕР ВО ВРЕМЯ ПРЕБЫВАНИЯ В ТЮРЬМЕ ТЫРГУ-ОКНА).
(Из «Книги репрессированных», изданной в Бухаресте)
Вера Лещенко писала воспоминания о муже, умерла в Москве в 2009 году.
Внучка, дочь Игоря, Кристина Лещенко окончила технический вуз в Бухаресте, поёт и мечтает стать профессиональной певицей, участвовала в конкурсе песни по румынскому ТВ. Сестра Валентина проживала в Бухаресте, а вторая сестра Екатерина — в Италии.
Фирма Columbia хранила гонорары артиста Петра Лещенко до 1988 года, пока CBS Records, включая объединение Columbia Records, не была приобретена компанией Sony..

## Память
Одно из свидетельств посмертной славы певца содержится в мемуарах журналиста Михаила Девлеткамова:

…Весной 1980 года я ехал в столицу в переполненной электричке «Дубна — Москва». Севший в Дмитрове бритоголовый, крепко сбитый старик в чёрном ватнике о чём-то громко рассказывал пожилой супружеской чете. Значок III Украинского фронта красовался на потёртом ватнике… «Да ведь за такие слова можно и в Сибирь угодить!» — сказала вдруг ветерану его собеседница… Поезд подходил к Яхроме. За окном проплывали величественные руины Покровской церкви, 1803 года постройки (к настоящему времени церковь отреставрирована)… «А не боюсь я Сибири! — воскликнул старик. — Вот, помните, как Лещенко пел: „А я Сибири не страшуся, Сибирь — ведь тоже русская земля!..“» Старый, но бодрый ветеран Великой Отечественной войны процитировал песню из репертуара Петра Лещенко «Чубчик», посвящённую трагедии раскулаченных крестьян*…— газета «Достоинство», № 12 / 2000 г.
*на самом деле «Чубчик» дореволюционная песня.https://www.gumilev-center.ru/kto-avtor-chubchika-samaya-neozhidannaya-versiya/

В послевоенные годы в Москве на волне популярности Петра Лещенко успешно процветала целая подпольная фирма по выпуску и распространению пластинок «под Лещенко». Костяк фирмы составили так называемый «Джаз табачников» (там одно время работал и композитор Борис Фомин) и его солист Николай Марков, голос которого был почти идентичен голосу знаменитого певца. За короткое время было записано сорок произведений из репертуара Лещенко, в том числе и не имевшие к нему отношения «Журавли». Пластинки распространялись в основном на Украине, в Молдавии… Один музыкант из «Джаза табачников» говорил по этому поводу так: «Туда везём чемодан пластинок, обратно — чемодан денег…»

Официально пластинки Петра Константиновича Лещенко в магазинах не продавались, потому что не выпускались, а голос певца звучал почти в каждом доме. Подлинник или подделка — поди догадайся.— Б. А. Савченко. Эстрада ретро. — М.: Искусство, 1996, стр. 220.

### В кинематографе

#### Биографические фильмы
- 2013 — «Пётр Лещенко. Всё, что было…», восьмисерийный биографический фильм (режиссёр — Владимир Котт, автор сценария Эдуард Володарский, роль Лещенко исполнили: Иван Стебунов и Константин Хабенский)[17][18].

#### Использование песен
- 1969. В фильме Михаила Ершова «На пути в Берлин» немецкие танцовщицы из варьете танцуют перед советским комендантом и исполняют песню П. Лещенко — «Моя Марусечка»
- 1975. В фильме Леонида Гайдая «Не может быть!» по мотивам произведений Михаила Зощенко во второй новелле, в сцене, где сосед Софочки (Михаил Кокшенов) обнаруживает в своей комнате Анатоля Барыгина-Амурского (Олег Даль), приглушённым фоном, как бы за стенкой звучит романс Петра Лещенко «Прощай мой табор».
- 1985. В фильме Э. Климова «Иди и смотри» в сцене, когда немецкие каратели загоняют жителей деревни в амбар, из громкоговорителей звучит песня «Моя Марусечка».
- 1986. В фильме Н. В. Трощенко «Сошедшие с небес» — песня «Чёрные глаза».
- 1996. Анимационный фильм «Весёлые картинки. Фантазия в стиле ретро» (режиссёр и автор сценария Р. Кобзарев) — песня «Цыганочка».
- 1997. Анимационный фильм «Розовая кукла» (режиссёр В. Ольшванг, автор сценария Н. Кожушаная) — песня «Лола».
- 2007. Художественный телесериал «Ликвидация» — песня «Моя гитара».
- 2008. Художественный телесериал «Апостол» — песня «Эх, Андрюша.»
- 2011. Художественный фильм «Пять невест» — песня «Чубчик кучерявый.»
- 2013. Биографический сериал «Сын отца народов» — песня «Всё, что было.»

Сериал «Ищейка» 2 сезон, заключительная серия — песня «Чёрные глаза»

### В театре

#### Кабаретные номера
- В 1994 году номер с песней Лещенко «Два сердца» поставил Григорий Гурвич в ретроспективном спектакле-ревю «Сто лет кабаре» своего московского театра-кабаре «Летучая Мышь».

### В топонимике
- В Кишинёве есть улица и переулок, носящие его имя.
- 26 апреля 2016 года одесская улица Коминтерна стала улицей Петра Лещенко[19].

## Дискография

### Граммофонные пластинки (78 об/мин)

#### Columbia (Великобритания — Франция)
- За гитарный перебор (романс, муз. народная) / Пой, цыгане (романс) (оркестр Columbia) [DC 232, CM 141/142]
- Признайся мне (танго, муз. Arthur Gold) / Спи, моё бедное сердце (танго, О. Строк и J. Altschuler) (оркестр Columbia) [DC 233, CM 143/144]
- Останься (танго, муз. Э. Хёнигсберга) / Миранда (танго, муз. М. Марьяновского) (оркестр Хёнигсберга — Хеккера) [DC 234, WHR 446/447]
- Аникуша (танго, Клауде Романо) / Милость («Всё за любовь я прощаю», вальс, Н. Варс) (оркестр Хёнигсберга — Хеккера) [DC 235, WHR 474/507]
- Не уходи (танго, Е. Скляров) / Сашка (фокстрот, М. Хальм) (оркестр Хёнигсберга — Хеккера) [DC 236, WHR 448/503]
- Я б так хотел любить (танго, Е. Скляров — Н. Михайлова) / Миша (фокстрот, Г. Вильнов) (оркестр Хёнигсберга — Хеккера) [DC 237, WHR 475/501]
- Мальчишка (народная) / В цирке (бытовая, Н. Мирский — Колумбова — П. Лещенко) (оркестр Хёнигсберга — Хеккера) [DC 238, WHR 476/477]
- Возле леса (цыганский вальс, оркестр Хёнигсберга — Хеккера) / Частушки (аккомп. на гармонике — братья Эрнст и Макс Хёнигсберги) [DC 239, WHR 478/509]
- Андрюша (фокстрот, З. Бялостоцкий) / Трошка (бытовая) (оркестр Хёнигсберга — Хеккера) [DC 240, WHR 502/508]
- Кто ты (слоу-фокс, М. Марьяновский) / Алёша (фокстрот, Ж. Корологос) (оркестр Ж. Корологоса) [DC 241, WHR 538/539]
- Мой друг (английский вальс, М. Хальм) / Серенада (C. Sierra Leone) (оркестр Columbia) [DC 249, CM 145/146]
- Сердце (танго, И. О. Дунаевский, аранжировка F. Salabert — Ostrowsky) / Марш из к/ф «Весёлые ребята»[20] (И. О. Дунаевский, Ostrowsky) (оркестр) [DC 278, CHR 582/583]
- Лошадки (фокстрот) / Ха-ча-ча (фокстрот, Werner Richard Heymann) (оркестр Ж. Корологоса) [DC 286, CHR 603/620]
- Татьяна (танго, М. Марьяновский, оркестр Хёнигсберга) / Настенька (фокстрот, Траян Корня, оркестр Ж. Корологоса) [DC 287, CHR 585/604]
- Плачь, цыган (романс) / Ты едешь пьяная (романс) (оркестр Хёнигсберга) [DC 288, CHR 586/597]
- Сердце мамы (танго, муз. З. Карасиньского и Ш. Каташека[21], оркестр Хёнигсберга) / Кавказ (ориент-фокстрот, муз. М. Марьяновского, оркестр Ж. Корологоса) [DC 289, CHR 598/601]
- Мусенька (танго, слова и музыка Оскара Строка, оркестр Хёнигсберга) / Дуня («Блины», фокстрот, муз. М. Марьяновского, оркестр Ж. Корологоса) [DC 290, CHR 584/602]
- Забыть тебя (танго, С. Шапиров) / Давай простимся (танго-романс) (оркестр Хёнигсберга) [DC 297, CHR 660/661]
- Капризная, упрямая (романс, Александр Кошевский, оркестр Хёнигсберга) / Моя Марусечка (фокстрот, Г. Вильнов, оркестр Ж. Корологоса и квартет балалаечников «Байкал») [DC 298, CHR 662/681]
- Мрачное воскресенье (венгерская песня, Режё Шереш)/ Синяя рапсодия (слоу-фокс, Оскар Строк) (оркестр Хёнигсберга) [DC 299, CHR 690/691]
- Комарик (украинская народная песня) / Карії очі (украинская песня) — на украинском языке, гитара, с аккомпанементом оркестра Хёнигсберга [DC 300 или DO 2044[22], CHR 663/664]
- Туманно на душе (Е. Скляров, Надя Кушнир) / Марш из к/ф «Цирк» (И. О. Дунаевский, В. И. Лебедев-Кумач) (оркестр п/у Н. Черешни) [DC 321, CHR 802/808]
- Не покидай (танго, О. Строк) / Ваня (фокстрот, музыка С. Шапирова, слова Лещенко и Федотова) (оркестр п/у Н. Черешни) [DC 323, CHR 804/806]
- Старинный вальс (слова и музыка Н. Листова) / Стаканчики (слова Г. Гридова, муз. Б. Прозоровского) (оркестр п/у Н. Черешни) [DC 324, CHR 805/809]
- Капитан / Спой нам, ветер (песни из к/ф «Дети капитана Гранта», И. О. Дунаевский — В. И. Лебедев-Кумач, оркестр п/у Н. Черешни) [DC 325, CHR 879/880]
- Как хороши / Колечко (романсы, Ольга Франк — Сергей Франк, аранж. J. Azbukin, оркестр п/у Н. Черешни) [DC 331, CHR 1050/1051]
- Ванька милый / Настя ягоды продаёт (фокстроты, музыка и слова М. Марьяновского, оркестр п/у Н. Черешни) [DC 332, CHR 1047/1048]
- Голубые глаза (танго, слова и музыка Оскара Строка) / Вино любви (танго, слова и музыка Марка Марьяновского) (оркестр Франка Фокса) [DV 1219, WHR 288/289]
- Чёрные глаза (танго, слова и музыка Оскара Строка) / Станочек (народная песня, слова Тимофеева, муз. Бориса Прозоровского) (оркестр Франка Фокса) [DV 1220, WHR 290/291]
- Что мне горе (цыганский романс) / Жизнь цыганская (таборная, муз. Д. Покрасса) (оркестр Франка Фокса) [DV 1221, WHR 292/293]
- Рюмка водки (фокстрот на русский мотив, слова и музыка М. Марьяновского) / Льётся песня (цыганская кочевая, слова М. Лахтина, музыка В. Кручинина) (оркестр Франка Фокса) [DV 1222, WHR 294/295]
- Чубчик (народная) / Прощай, мой табор (оркестр Франка Фокса) [DV 1223, WHR 296/297]
- Бессарабянка (народный мотив) / Буран (таборная) (оркестр Франка Фокса) [DV 1224, WHR 298/299]
- Марфуша (фокстрот, Марк Марьяновский) / Вернулась снова ты (танго) (оркестр Хёнигсберга — Альбахари) [DV 1269, WHR 374/377]
- У самовара (У самовара я и моя Маша) (фокстрот, N. Gordonoi) / Моё последнее танго (Оскар Строк) (оркестр Хёнигсберга — Альбахари) [DV 1270, WHR 373/375]
- Ты и эта гитара (танго, музыка Е. Петерсбургского, русский текст Ротиновского) / Скучно (танго, Sasa Vlady) (оркестр Хёнигсберга — Альбахари) [DV 1271, WHR 376/378]

#### Columbia (США)
- Прощай, мой табор (русская цыганская песня) / Чубчик (русская украинская песня) (оркестр Франка Фокса) [20309-F или 4123-M, 131015/131016]
- Буран (таборная) / Бессарабянка (народный мотив) (оркестр Франка Фокса) [20310-F, 131011/131012]
- Жизнь цыганская (таборная, муз. Д. Покрасс) / Что мне горе (цыганский романс) [20311-F, 131013/131014]
- Льётся песня (цыганская кочевая, сл. М. Лахтина, муз. В. Кручинина) / Станочек (народная песня, сл. Тимофеева, муз. Б. Прозоровского) (оркестр Франка Фокса) [20312-F, 131009/131010]
- Скучно (танго) / Ты и эта гитара (танго) (оркестр Хёнигсберга — Альбахари) [20314-F, 131156/131157]
- Моё последнее танго́ / У самовара (фокстрот) (оркестр Хёнигсберга — Альбахари) [20315-F, 131158/131159]
- Марфуша (фокстрот) / Вернулась снова ты (танго) (оркестр Хёнигсберга — Альбахари) [20316-F, 131154/131155]
- Возле леса / Чёрные глаза [20328-F, CO 18674/18686]
- Мой друг (вальс, Max Halm) / Серенада (C. Sierra Leone) [20330-F, CO 18774/18775]
- Не уходи (танго, Е. Скляров) / Сашка (фокстрот, M. Halm) (оркестр Хёнигсберга — Хеккера) [20336-F, CO 19340/19349]
- Моя Марусечка (фокстрот, G. Villnow, с аккомп. оркестра и квартета балалаечников) / Давай простимся (танго, оркестр Хёнигсберга)[23] [20339-F, CO 20205/20206]
- Колечко / Как хороши (романсы, Ольга Франк — Сергей Франк, аранж. J. Azbukin, оркестр п/у Н. Черешни) [20348-F, CO 25543/25544]
- Признайся мне (танго, Arthur Gold, оркестр Columbia) / Ты едешь пьяная (романс, оркестр Хёнигсберга) [20353-F, CO 29111/29118]
- Сердце (танго, И. О. Дунаевский, аранжировка F. Salabert — Ostrowsky) / Марш весёлых ребят (И. О. Дунаевский, Ostrowsky) (оркестр Хёнигсберга) [20358-F, CO 29114/29115]
- Вино любви (танго, М. Марьяновский) / Голубые глаза (танго, Оскар Строк) (оркестр Франка Фокса) [20359-F, CO 29291/29292]
- Мусенька родная (танго, Оскар Строк, оркестр Хёнигсберга) / Дуня («Блины», фокстрот, М. Марьяновский, оркестр Корологоса) [20361-F, CO 29115/29116]
- Кавказ (фокстрот, М. Марьяновский) / Татьяна (танго, М. Марьяновский, оркестр Хёнигсберга) [20366-F, CO 30676/30677]
- Ваня (фокстрот, музыка С. Шапирова, слова Лещенко и Федотова) / Не покидай (танго, Оскар Строк) (оркестр Н. Черешни) [20370-F, CO 35402/35404]
- Миранда (танго, М. Марьяновский) / Останься (танго, Э. Хёнигсберг) (оркестр Хёнигсберга — Хеккера) [20371-F, CO 35405/35406]

#### Columbia (Австралия)
- Комарик (украинская народная песня) / Карії очі (украинская песня) — на украинском языке, гитара, с аккомпанементом оркестра [DO 2044, CHR 663/664]

#### Bellaccord Electro (Латвия)
- Эй, друг гитара! / ???? [3687, M 4475/????]
- Капризная / Туманно на душе [3690, M 4469/????]
- Андрюша / Беллочка
- Все, что было / Льется песня
- Барселона / Настя (последняя пластинка, записанная на фабрике «Bellaccord»)
- Марфуша / Вернись (1934г)
- Возле леса, у реки / Песнь гитары (1934г)
- Рюмка водки / ???? [3242, M 3310/????]

#### Electrecord (Румыния)
- Синий платочек (поёт Вера Лещенко). Тёмная ночь
- Мама (поёт Вера Лещенко). Наташа
- Надя-Надечка. Любимая (дуэт с Верой Лещенко)
- Моя Марусечка. Сердце
- Бродяга. Чёрные косы
- Чёрные глаза. Андрюша
- Катя. Студенточка
- Петрушка. Сердце мамы
- Лошадки, Сашка
- Рюмка водки, Не уходи
- Марфуша, Послушай что скажу я
- Вечерний звон, Однозвучно гремит колокольчик

Источник: Пётр Лещенко — Всё, что было

#### Переиздания
- Скажите, почему (танго) / Уйди (танго) [Argee (США), 1025 A/B]
- Не уходи (танго) / Сашка (фокстрот) [Argee (США), 1118 A/B]
- Бессарабянка / Буран [Stinson (США), R 3030 A/B]
- Прощай, мой табор (цыганская песня) / Чубчик [Stinson (США), 3113 A/B, R 734/735][24]
- Ты едешь пьяная / Признайся мне [Stinson (США), R 3365 A/B]

### Долгоиграющие пластинки (33⅓ об/мин)
- Chants Tziganes de Russie par Pierre Lechtchenko, baryton (orchestre de Frank Foksa) [Columbia FS 1055, XL 290/291, Франция][25]
- Peter Lescenco sings / Песни в исполнении Петра Лещенко [Columbia 33GS 702, XHR 1/2, Греция]
- П. Лещенко (на конверте), P. Leshtchenko (на пластинке) [Solo Records S-602, США]
- Peter Lestchenko. Russian songs [Counterpoint CPT 573; Esoteric Records inc., США; Unatex, Израиль]
- Russian tangos, vol. 2. Peter Leshtchenko and his Orchestra [Bruno Records BR 50107]
- Сентиментальные русские песни. Songs of old Russia. Peter Leshtchenko and his Orchestra [Request Records SRLP 8112, США]
- Поёт Пётр Лещенко [«Мелодия» M60 48297 001]
- Поёт Пётр Лещенко-2 [«Мелодия» M60 48819 008]
- Поёт Пётр Лещенко-3 [«Мелодия» M60 49001 004]
- Поёт Пётр Лещенко-4 [«Мелодия» M60 49243 005]
- Поёт Пётр Лещенко-5 [«Мелодия» M60 49589 000]
- Поёт Пётр Лещенко-6 [«Мелодия» M60 49711 009]

### Компакт-диски
- 2001 — Пой, цыган! (в серии «Кумиры прошлых лет») [Creative Attraction CAD01-102]
- 2001 — Petr Lescenco singt [Preiser Records CD90457]

## Интересные факты
- Александр Вертинский несмотря на то, что он работал в том же жанре что и Пётр Лещенко — крайне пренебрежительно о нём отзывался, называл его «вульгарным кабацким певцом».